# Антон Андерледі
Антон Андерледі (нім. Anton Maria Anderledy; 3 червня 1819, Берісаль — 18 січня 1892, Ф'єзоле, Італія) — швейцарський єзуїт, двадцять третій генерал Товариства Ісуса.

## Життєпис
Народився в родині директора поштової служби в селі Берісаль (кантон Вале, Швейцарія). У 1838 році вступив до новіціату Товариства Ісуса. У 1842—1844 роках викладав в єзуїтській школі у Фрібурі. Протягом наступних трьох років вивчав філософію і богослов'я в Римі, потім повернувся у Фрібур.
У листопаді 1847 року єзуїти були вигнані з Швейцарії. Андерледі переїхав до Шамбері (Франція), проте роком пізніше єзуїти були вигнані і звідти. Андерледі разом з іншими єзуїтами попрямував до США. Там у Сент-Луїсі 29 вересня 1848 він був висвячений на священика. Два наступних роки він провів у місті Грін-Бей, штат Вісконсин, де провадив душпастирську роботу в громаді німецьких емігрантів. У 1850 році повернувся до Європи, після трьох років праці в різних німецьких містах став ректором єзуїтської колегії у Кельні. У 1859 році призначений провінціалом німецької провінції Товариства і займав цю посаду 6 років. Андерледі був ініціатором придбання колишнього бенедиктинського абатства Марія Лаах, де єзуїти заснували школу і друкарню, відбудували бібліотеку і почали видавничу діяльність. У 1879 році Андерледі був викликаний в Рим і отримав там нове призначення — став помічником генерального настоятеля Петера Яна Бекса.
У зв'язку з поганим станом здоров'я Петер Ян Бекс скликав Генеральну конгрегацію, на якій Андерледі був обраний Генеральним вікарієм і фактично став його главою. Бекс зберіг за собою титул Генерала, але повністю відійшов від справ. Чотирма роками пізніше Бекс помер і Антон Андерледі став генералом єзуїтів і залишався ним аж до своєї смерті в 1892.
За роки керівництва орденом Андерледі приділяв велику увагу місіонерської діяльності єзуїтів за межами Європи. Була сильно розширена канадська місія, засновані нові місії в Індії та Єгипті. За час керівництва Андерледі орденом, незважаючи на тривалі репресії в Європі, кількість єзуїтів зросла з 11 481 осіб у 1883 році до 13 275 у 1892 році.
Помер 18 січня 1892 року у Ф'єзоле.